# Nguyễn Đình Đức (nhà khoa học)
Giáo sư, Tiến sỹ khoa học Nguyễn Đình Đức (sinh năm 1963) là một nhà khoa học người Việt Nam, là giáo sư của Trường Đại học Công nghệ - Đại học Quốc gia Hà Nội, đang giữ chức Ủy viên Trung ương Mặt trận Tổ quốc Việt Nam. Ông nguyên là Chủ tịch đầu tiên của Hội đồng trường, Trường Đại học Công nghệ, ĐHQGHN . Giáo sư Nguyễn Đình Đức có nhiều đóng góp trong lĩnh vực vật liệu mới, đặc biệt là composite, vật liệu và các kết cấu tiên tiến.
Giáo sư Nguyễn Đình Đức cũng là Phó Chủ tịch Hội Cơ học Việt Nam và Chủ tịch mạng lưới bảo đảm chất lượng giáo dục đại học Việt Nam. Ông được biết đến với nhiều đóng góp trong lĩnh vực vật liệu mới và là một nhà khoa học có tầm ảnh hưởng quốc tế, một chuyên gia xuất sắc của Việt Nam trong khoa học và giáo dục đại học, đồng thời đã đào tạo nhiều học trò xuất sắc cho Việt Nam trong những năm qua..

## Tiểu sử
Giáo sư Nguyễn Đình Đức sinh tại quê ngoại thôn Lai Xá, xã Kim Chung, huyện Hoài Đức (Hà Tây cũ) nay thuộc Hà Nội. Vùng quê Lai Xá vốn là miền đất học, cũng là quê hương của cố Bộ trưởng Bộ Giáo dục đầu tiên của Việt Nam – Giáo sư Nguyễn Văn Huyên và giáo sư thiên văn học Nguyễn Quang Riệu. Vùng quê còn được biết đến với nghề làm ảnh truyền thống - cụ Khánh Ký được tôn là ông tổ nghề ảnh Lai Xá, từng sang Pháp mở hiệu ảnh và dạy nghề ảnh cho Bác Hồ trong những năm tháng Người ở Paris. Quê nội ông ở thôn Huề Trì, xã An Phụ, huyện Kinh Môn, tỉnh Hải Dương.
Tuổi thơ và những năm tháng học phổ thông của ông gắn liền với Yên Bái - thị xã miền núi vùng Tây Bắc. Ông là cựu học sinh chuyên toán khóa 1 của tỉnh Hoàng Liên Sơn (1977-1980), tiền thân của Trường Trung học Phổ thông chuyên tỉnh Lào Cai và Trung học Phổ thông chuyên Nguyễn Tất Thành của tỉnh Yên Bái ngày nay .

## Lịch sử công tác
- 1984: Tốt nghiệp cử nhân ngành Toán cơ tại Trường Đại học Tổng hợp Hà Nội, nay là Đại học Quốc gia Hà Nội[2][14].
- 1990: Bảo vệ thành công Tiến sỹ tại Trường Đại học Tổng hợp Quốc gia Matcơva mang tên Lômônôxốp (MGU)[2][15].
- 1997: Bảo vệ thành công luận án Tiến sỹ khoa học tại Viện Hàn lâm Khoa học Nga[2][16].
- 3/2004 - 9/2004: Phó Trưởng Ban Đào tạo - Đại học Quốc gia Hà Nội[2].
- 10/2004 - 2/2005: Phó Trưởng Ban Khoa học Công nghệ - Đại học Quốc gia Hà Nội[2].
- 2/2005 - 11/2008: Trưởng Ban KHCN của Đại học Quốc gia Hà Nội[17].
- 11/2008 - 9/2012: Phó Hiệu trưởng Trường Đại học Công nghệ - Đại học Quốc gia Hà Nội [2].
- 10/2012 - 5/2023: Trưởng Ban Đào tạo (Đại học và Sau đại học) của Đại học Quốc gia Hà Nội [17].
- 5/2023 - 11/2024: Chủ tịch Hội đồng Trường - Trường Đại học Công nghệ, ĐHQGHN [1].
- 11/2024 - nay: Ủy viên Trung ương Mặt trận Tổ quốc Việt Nam khóa X (2024-2029). Giáo sư của Trường Đại học Công nghệ, Đại học Quốc gia Hà Nội.

Hiện tại, Giáo sư Nguyễn Đình Đức cũng đang đảm nhiệm các cương vị sau: 
- Phó Chủ tịch Hội Cơ học Việt Nam, từ 2017-nay [18].
- Chủ tịch Câu lạc bộ mạng lưới bảo đảm chất lượng giáo dục đại học Việt Nam, từ cuối 2023- nay [19].
- Ủy viên Hội đồng chức danh GS, PGS - Trường ĐH Công nghệ, ĐHQGHN, từ 2009 - nay [2].Ủy viên Hội đồng Chức danh Giáo sư ngành Cơ học của Việt Nam từ 2014 - nay [2].
- Thành viên Hội đồng trường ĐH Việt Nhật, từ 2017 - nay [20].
- Là người sáng lập và là Giám đốc Phòng thí nghiệm Vật liệu và Kết cấu tiên tiến, từ 2015 -nay [21]; là người sáng lập và là Chủ nhiệm Khoa Công nghệ Xây dựng Giao Thông của Trường Đại học Công nghệ, Đại học Quốc gia Hà Nội, từ 2018 -nay [22]
- Là người sáng lập và là Giám đốc Chương trình Thạc sỹ Civil Engineering và Kỹ sư Kỹ thuật Xây dựng của trường Đại học Việt Nhật (VJU), từ 2016-nay [23]
- Là người sáng lập và là Giám đốc Chương trình đào tạo kỹ sư Tự động hóa và Tin học của Trường Quốc tế – Đại học Quốc Gia Hà Nội, từ 2020 - nay [24].

## Công bố và nghiên cứu khoa học
Trong 40 năm gắn bó với nghề, Giáo sư Nguyễn Đình Đức tập trung nghiên cứu về các vật liệu mới trên thế giới hiện nay như: vật liệu composite nano cácbon siêu bền nhiệt, được ứng dụng trong an ninh quốc phòng; vật liệu composite polymer nhiều pha, ứng dụng trong công nghệ đóng tàu và các sản phẩm dân dụng; vật liệu và kết cấu tiên tiến thông minh có cơ lý tính biến đổi độ bền cao, chịu nhiệt độ cao, cách điện, cách nhiệt, ứng dụng trong công nghiệp, năng lượng hạt nhân; vật liệu chức năng và vật liệu nano có cơ lý tính biến đổi và áp điện, ứng dụng trong các linh kiện bán dẫn; vật liệu auxetic hấp thụ năng lượng và chống sóng nổ; vật liệu có hệ số poission âm ứng dụng trong y sinh, lưu trữ thông tin. Đây là những hướng nghiên cứu khoa học về vật liệu tiên tiến và hiện đại trên thế giới hiện nay, được cho là có tính ưu việt hơn hẳn các vật liệu truyền thống, ứng dụng trong thực tiễn và tương lai, đáp ứng yêu cầu cao về mặt kỹ thuật của cuộc cách mạng công nghiệp 4.0.
Trên cơ sở các kết quả nghiên cứu, Giáo sư Nguyễn Đình Đức đã công bố trên 400 bài báo, báo cáo khoa học, trong đó có 250 bài báo, báo cáo đăng ở các tạp chí quốc tế ISI có uy tín ; được mời báo cáo tại phiên toàn thể nhiều hội nghị quốc tế lớn. Từ những định hướng nghiên cứu khoa học và các kết quả đã công bố nêu trên đã hình thành nên một trường phái khoa học của Việt Nam về Vật liệu và Kết cấu tiên tiến ứng dụng trong kỹ thuật và công nghệ do Giáo sư Nguyễn Đình Đức đứng đầu. Trường phái này đã và đang tiếp tục có nhiều công bố độc lập đóng góp vào nền khoa học thế giới và được biết đến rộng rãi trong cộng đồng khoa học quốc tế .
Giáo sư Nguyễn Đình Đức là nhà khoa học Việt Nam được mời làm thành viên Hội đồng biên tập quốc tế của 10 tạp chí ISI có uy tín, là người nhận xét khoa học và phản biện cho 75 tạp chí ISI quốc tế như: Composite Structures, Composite Part B: Engineering, International journal of Mechanical Sciences, Journal of Sound and Vibration, Computational Materials Sciences, Journal of Composite Materials, Journal of Vibration and Control, Thin Walled-Structures, Aerospace Science and Technology .
Bên cạnh những nghiên cứu cơ bản theo các hướng hiện đại của thế giới, các nghiên cứu về vật liệu composite tiên tiến của Giáo sư Nguyễn Đình Đức cũng được ứng dụng thiết thực phục vụ thực tiễn như nghiên cứu của Giáo sư Nguyễn Đình Đức và tập thể các nhà khoa học của Trường Đại học Công nghệ hợp tác với Bộ quốc phòng về hệ thống dẫn đường quán tính phục vụ các phương tiện chuyển động có điều khiển. Kết quả nghiên cứu này đã được giải ba Nhân tài Đất Việt về sản phẩm có định hướng ứng dụng cao năm 2008. Ở lĩnh vực dân sự, việc nghiên cứu vật liệu composite nhiều pha với các hạt nano gia cường đã được ứng dụng thành công để chống thấm trong ngành công nghiệp đóng tàu bằng vật liệu composite, chế tạo các vật liệu chống chịu các điều kiện khắc nghiệt cũng như vật liệu làm tăng khả năng chuyển đổi năng lượng trong các tấm pin mặt trời. Ông là tác giả của một bằng phát minh, một bằng sáng chế.

## Đào tạo nhân lực chất lượng cao
Giáo sư Nguyễn Đình Đức là người sáng lập và là Chủ nhiệm Khoa đầu tiên của Khoa Công nghệ Xây dựng Giao Thông - Trường Đại học Công nghệ, ĐHQGHN; là người sáng lập, mở ngành và là Giám đốc Chương trình Thạc sỹ Kỹ thuật hạ tầng và Kỹ sư Kỹ thuật Xây dựng của Đại học Việt Nhật; sáng lập, mở ngành và là Giám đốc Chương trình kỹ sư Tự động hóa và Tin học - Trường Quốc tế.
Ông đã và đang hướng dẫn 25 nghiên cứu sinh, trong đó có nhiều nghiên cứu sinh đã bảo vệ thành công xuất sắc luận án tiến sỹ; xuất bản 6 đầu sách giáo trình và chuyên khảo bằng tiếng Việt, tiếng Nga và tiếng Anh, trong đó có cuốn sách chuyên khảo về vật liệu composite có cấu trúc không gian ba pha 3Dm, 4Dm xuất bản bằng tiếng Nga (được nhà xuất USSR – chuyên xuất bản các giáo trình, sách chuyên khảo về khoa học và kỹ thuật có uy tín cao của LB Nga xuất bản tại Matxcơva, năm 2000) đặt nền móng cơ bản cho việc tính toán các đặc trưng cơ học-vật lý của vật liệu composite nhiều pha siêu bền, siệu nhẹ có cấu trúc không gian phức tạp (như xác định các mô đun đàn hồi, hệ số giãn nở nhiệt, từ biến, phá hủy dính) và 2 sách chuyên khảo khác xuất bản bằng tiếng Anh về những kết quả mới nhất, hiện đại về ổn định tĩnh và động lực học phi tuyến của vật liệu và kết cấu FGM (năm 2014) và Dao động phi tuyến của các kết cấu làm bằng vật liệu Auxetic (năm 2021).
Giáo sư Nguyễn Đình Đức đã xây dựng thành công nhóm nghiên cứu mạnh về vật liệu và kết cấu tiên tiến tại trường Đại học Công nghệ (ĐHQGHN) và làm nên trường phái về Vật liệu và Kết cấu tiên tiến ở Đại học Quốc gia Hà Nội theo chuẩn mực quốc tế, được cộng đồng khoa học trong và ngoài nước đánh giá cao. Sự hình thành và phát triển của mô hình nhóm nghiên cứu này là bài học kinh nghiệm có thể nhân rộng ở các trường đại học khác của Việt Nam. Những năm gần đây, Giáo sư Nguyễn Đình Đức đã tiên phong thành lập và đang dẫn dắt nhóm nghiên cứu liên ngành ứng dụng trí tuệ nhân tạo (AI) trong Kỹ thuật ở Đại học Quốc gia Hà Nội.
Với những thành tích xuất sắc trong đào tạo, nghiên cứu, đào tạo các thế hệ trẻ và góp phần tích cực và hiệu quả vào sự nghiệp đổi mới giáo dục đại học Việt Nam, xây dựng Đại học Quốc gia Hà Nội, ông đã được Chủ tịch nước Cộng hòa Xã hội Chủ nghĩa Việt Nam tặng thưởng Huân chương Lao động hạng 3 (năm 2016), Huân Chương Lao động hạng nhì (2022), được Bộ giáo dục và Đào tạo tôn vinh là nhà giáo tiêu biểu nhân dịp 40 năm sự nghiệp giáo dục (1982-2022), được tôn vinh là trí thức khoa học công nghệ Việt Nam tiêu biểu năm 2024.
Trước đó, từ năm 1999, ông đã được bầu làm Viện sỹ Viện hàn Lâm khoa học tự nhiên Nga khi mới 36 tuổi đời (1999). Ông cũng đã từng tham gia Ủy ban Trung ương Mặt trận Tổ quốc Việt Nam khóa V (1999-2004) và là đại biểu chính thức dự Đại hội anh hùng và chiến sỹ thi đua toàn quốc lần thứ VI tại Hà Nội (2000).

## Ghi danh trên bản đồ khoa học thế giới
Giáo sư Nguyễn Đình Đức đã có nhiều đóng góp trong lĩnh vực khoa học kỹ thuật và công nghệ, từ đó góp phần đưa tên Việt Nam lên bản đồ khoa học thế giới. Ông đã công bố 400 bài báo và công trình khoa học, trong đó có 250 bài báo trên các tạp chí quốc tế ISI uy tín.
Từ năm 2019 đến nay, Giáo sư Nguyễn Đình Đức liên tục nằm trong danh sách top 10.000 nhà khoa học có ảnh hưởng nhất thế giới và lọt vào top 100 nhà khoa học hàng đầu trong lĩnh vực Kỹ thuật và Công nghệ (Engineering and Technology) - đứng thứ 74 thế giới vào năm 2024.
Trong nhiều năm qua, Giáo sư Nguyễn Đình Đức là người Việt Nam duy nhất đang làm việc trong nước được Research.com xếp hạng là nhà khoa học xuất sắc của thế giới trong lĩnh vực Engineering and Technology. Những đóng góp và thành tựu này không chỉ giúp đưa tên Việt Nam lên bản đồ khoa học thế giới mà còn tạo động lực và tình yêu nghiên cứu khoa học cho các thế hệ nhà khoa học trẻ tại Việt Nam.